# El tiki
"El Tiki" é uma canção do artista musical colombiano Maluma, do seu segundo álbum de estúdio Pretty Boy, Dirty Boy. Sony Music Latin lançou-o como o primeiro single do álbum em 31 de março de 2015. A música recebeu uma indicação para Melhor Desempenho Urbano nos 16º Grammy Latino.

## Letra do vídeo
O lyric video de "El Tiki" foi lançado na conta Vevo de Maluma no YouTube, em 8 de maio de 2015. Possui cenas do próprio Maluma, sincronizando os lábios com a música e filmagens de seus fãs dançando. O lyric video foi visto mais de 155 milhões de vezes.

## Desempenho nas paradas musicais

### Paradas semanais
| Chart (2015)                   | Maior posição |
| ------------------------------ | ------------- |
| Colômbia (National-Report)     | 2             |
| Espanha (PROMUSICAE)           | 53            |
| EUA (Latin Digital Song Sales) | 50            |
| EUA (Latin Rhythm Airplay)     | 15            |